# Championnat d'Antigua-et-Barbuda de football 2010-2011
Navigation
Saison précédente Saison suivante
La saison 2010-2011 du Championnat d'Antigua-et-Barbuda de football est la quarantième édition de la Premier Division, le championnat de première division à Antigua-et-Barbuda. Les dix formations de l'élite sont regroupées au sein d'une poule unique où elles s'affrontent deux fois, à domicile et à l'extérieur. En fin de saison, les deux derniers du classement sont relégués et remplacés par les deux meilleures formations de First Division tandis que le 8e dispute un barrage de promotion-relégation.
C'est le Parham FC qui remporte la compétition cette saison après avoir terminé en tête du classement final, avec trois points d'avance sur Hoppers FC et six sur Old Road FC. Il s’agit du quatrième titre de champion d'Antigua-et-Barbuda de l'histoire du club.

## Les clubs participants
- Hoppers FC
- Villa Lions FC
- All Saints United
- Old Road FC
- Empire FC - Promu de First Division
- Sea View Farm FC - Promu de First Division
- Smitty FC
- Bassa SC
- Parham FC
- SAP FC

## Compétition
Le barème de points servant à établir le classement se décompose ainsi :
- Victoire : 3 points
- Match nul : 1 point
- Défaite : 0 point

### Classement
| Rang | Équipe            | Pts | J  | G  | N | P  | Bp | Bc | Diff |
| ---- | ----------------- | --- | -- | -- | - | -- | -- | -- | ---- |
| 1    | Parham FC         | 38  | 18 | 12 | 2 | 4  | 49 | 17 | +32  |
| 2    | Hoppers FC        | 35  | 18 | 11 | 2 | 5  | 33 | 25 | +8   |
| 3    | Old Road FC       | 32  | 18 | 9  | 5 | 4  | 30 | 18 | +12  |
| 4    | Empire FCP        | 24  | 18 | 7  | 3 | 8  | 31 | 34 | -3   |
| 5    | Bassa SCT         | 23  | 18 | 5  | 8 | 5  | 32 | 30 | +2   |
| 6    | Sea View Farm FCP | 23  | 18 | 5  | 8 | 5  | 21 | 22 | -1   |
| 7    | All Saints United | 22  | 18 | 6  | 4 | 8  | 33 | 33 | 0    |
| 8    | SAP FC            | 22  | 18 | 6  | 4 | 8  | 25 | 39 | -14  |
| 9    | Villa Lions FC    | 20  | 18 | 5  | 5 | 8  | 19 | 22 | -3   |
| 10   | Smitty FC         | 8   | 18 | 1  | 5 | 12 | 16 | 49 | -33  |

|  | Champion d'Antigua-et-Barbuda 2010-2011          |
|  | Participation au barrage de promotion-relégation |
|  | Relégation directe en First Division             |
|  | T : Tenant du titre P : Promu de First Division  |

### Matchs

#### Barrage de promotion-relégation
Le 8e de Premier Division, SAP FC, retrouve les 3e et 4e de First Division, Potter Tigers FC et Swetes FC, en poule de promotion-relégation. Les trois équipes s'affrontent une fois, seule la meilleure d'entre elles est promue ou se maintient parmi l'élite.
| Rang | Équipe                | Pts | J | G | N | P | Bp | Bc | Diff |  | Résultats (▼ dom., ► ext.) | SAP | Pot | Swe |
| ---- | --------------------- | --- | - | - | - | - | -- | -- | ---- |  | -------------------------- | --- | --- | --- |
| 1    | SAP FC                | 4   | 2 | 1 | 1 | 0 | 9  | 0  | +9   |  | SAP FC                     |     |     | 9-0 |
| 2    | Potter Tigers FC (D2) | 4   | 2 | 1 | 1 | 0 | 2  | 1  | +1   |  | Potter Tigers FC (D2)      | 0-0 |     |     |
| 3    | Swetes FC (D2)        | 0   | 2 | 0 | 0 | 2 | 1  | 11 | -10  |  | Swetes FC (D2)             |     | 1-2 |     |

- Les clubs se maintiennent dans leur championnat respectif.

## Bilan de la saison
| Championnat d'Antigua-et-Barbuda de football 2010-2011 |                      |
| Champion                                               | Parham FC (4e titre) |
| Coupes et trophées                                     |                      |
| Vainqueur de la Coupe d'Antigua-et-Barbuda 2010-2011   | Non disputée         |
| Qualifications continentales                           |                      |
| CFU Club Championship 2012                             | Aucun                |
| Promotions et relégations                              |                      |
| Promus en Premier Division                             | Willikies FC         |
| Promus en Premier Division                             | Bullets FC           |
| Relégués en First Division                             | Villa Lions FC       |
| Relégués en First Division                             | Smitty FC            |